# 14. studenoga
14. studenoga (14. 11.) 318. je dan godine po gregorijanskom kalendaru (319. u prijestupnoj godini).
Do kraja godine ima još 47 dana.

## Događaji
- 1851. – u SAD-u prvi puta tiskan roman Moby Dick Hermana Melvillea
- 1889. – novinarka Nellie Bly (Elizabeth Cochrane) započinje uspješan pokušaj putovanja oko svijeta u manje od 80 dana
- 1918. – Čehoslovačka postaje republikom
- 1922. – BBC započinje s radio emitiranjem u Velikoj Britaniji
- 1969. – NASA lansira Apollo 12, drugu misiju na Mjesec predvođenu ljudskom posadom
- 1971. – Mariner 9 stiže do Marsa
- 1975. – Španjolska odlazi iz Zapadne Sahare
- 1982. – Lech Wałęsa, vođa poljskog pokreta Solidarnost, oslobođen je nakon 11 mjeseci zatočeništva blizu ruske granice
- 1985. – tragedija u Kolumbiji: erupcija vulkana Nevado del Ruiz uzrokovala je smrt 23 000 ljudi u gradu Armero
- 1991. – kambodžanski princ Norodom Sihanouk se vraća u Phnom Penh nakon što je bio 13 godina u egzilu
- 1991. – Početak boja u Splitskom kanalu, obrane hrvatskih snaga protiv velikosrpske JRM.
- 2001. – Napad na Afganistanu: Saveznici ulaze u glavni grad Kabul,
- 2003. – otkriven je Trans-neptunski objekt 90377 Sedna
- 2021. – Hrvatska nogometna reprezentacija u posljednjoj utakmici grupe H kvalifikacija za Svjetsko prvenstvo u Kataru 2022. u teškoj utakmici na Poljudu pobjedom nad Rusijom 1:0 zasjela na prvo mjesto tablice i izborila nastup na svjetskom prvenstvu.

| - 1719. – Leopold Mozart, austrijski skladatelj († 1787.) - 1765. – Robert Fulton, američki inženjer i izumitelj († 1815.) - 1776. – Henri Dutrochet, francuski psiholog († 1847.) - 1779. – Adam Gottlob Oehlenschläger, danski pjesnik († 1850.) - 1797. – Charles Lyell, britanski geolog († 1875.) - 1803. – Jacob Abbott, američki pisac († 1879.) - 1805. – Fanny Mendelssohn, njemački kompozitor i dirigent († 1847.) - 1812. – Aleardo Aleardi, talijanski pjesnik († 1878.) - 1838. – August Šenoa, hrvatski književnik († 1881.) - 1840. – Claude Monet, francuski slikar († 1926.) - 1885. – Sonia Delaunay, ukrajinsko-francuska umjetnica († 1979.) - 1900. – Aaron Copland, američki skladatelj i dirigent († 1990.) - 1903. – Zvonimir Miloš, hrvatski organizator otpora protiv fašizma († 1930.) - 1904. – Dick Powell, američki glumac († 1963.) - 1905. – John Henry Barbee, američki gitarist i pjevač († 1964.) - 1906. – Louise Brooks, američka glumica († 1985.) - 1907. – Astrid Lindgren, švedska književnica († 2002.) - 1907. – William Steig, američki crtač stripova i pisac dječjih knjiga († 2003.) - 1910. – Eric Malpass, engleski romanopisac († 1996.) - 1915. – Martha Tilton, američka pjevačica - 1916. – Roger Apéry, francuski matematičar († 1994.) - 1919. – Lisa Otto, njemačka sopranistica - 1922. – Boutros Boutros-Ghali, bivši glavni tajnik UN-a - 1922. – Veronica Lake, američka glumica († 1973.) - 1930. – Edward White, astronaut († 1967.) - 1935. – Hussein I., jordanski kralj († 1999.) - 1948. – Karlo III., engleski kralj - 1950. – Vladimir Smiljanić-Babura, hrvatski rukometaš († 1972.) - 1951. – Zhang Yimou, kineski filmski redatelj - 1953. – Dominique de Villepin, francuski premijer - 1954. – Condoleezza Rice, američka državna tajnica - 1975. – Gabriela Szabo, rumunjska atletičarka - 1979. – Olga Kurylenko, ukrajinska glumica i model - 1989. – Vlad Chiricheș, rumunjski nogometaš - 1993. – Samuel Umtiti, francuski nogometaš - 1996. – Borna Ćorić, hrvatski tenisač | - 565. – Justinijan Veliki, bizantski car (* 483.) - 1263. – Aleksandar Nevski, ruski knez (* 1220.) - 1391. – Sveti Nikola Tavelić, hrvatski svetac (* oko 1340.) - 1556. – Giovanni della Casa, talijanski pjesnik (* 1504.) - 1633. – William Ames, engleski filozof (* 1576.) - 1691. – Tosa Mitsuoki, japanski slikar (* 1617.) - 1716. – Gottfried Leibniz, njemački filozof i matematičar (* 1646.) - 1825. – Jean Paul, njemački pisac (* 1763.) - 1829. – Louis Nicolas Vauquelin, francuski farmaceut i kemičar (* 1763.) - 1831. – Georg Wilhelm Friedrich Hegel, njemački filozof (* 1770.) - 1861. – Antun Mihanović, hrvatski književnik (* 1796.) - 1866. – Portugalski kralj Mihajlo (* 1802.) - 1915. – Booker T. Washington, američki izumitelj i pisac (* 1856.) - 1916. – Saki, britanski pisac (* 1870.) - 1921. – Isabela Brazilska, brazilska plemkinja (* 1846.) - 1946. – Manuel de Falla, španjolski skladatelj (* 1876.) - 1980. – Bertha Morris Parker, američka prirodoslovka (* 1890.) - 2011. – Marijan Kosić, hrvatski motociklistički as (* 1941.) - 2019. – Branko Lustig, hrvatski producent i glumac (* 1932.) - 2020. – Armen Džigarhanjan, sovjetski glumac (* 1935.) |

## Blagdani i spomendani
- Svjetski dan šećerne bolesti
- Dan grada Trogira